# 후평초등학교 (경북)
후평초등학교는 경상북도 의성군 단촌면에 있었던 초등학교이다.

## 연혁
- 1949년 9월 1일 단촌국민학교 후평분교장 설립 인가 및 개교
- 1951년 9월 1일 후평국민학교 승격 인가
- 1954년 9월 1일 후평국민학교 개교
- 1986년 3월 4일 병설유치원 개원
- 1990년 3월 1일 구계국민학교 분교장 격하 편입
- 1996년 3월 1일 후평초등학교 개편, 구계분교장 폐교 및 본교 통폐합
- 1998년 3월 1일 폐교 및 단촌초등학교 통폐합